# Platygaster hamadryas
Platygaster hamadryas (лат.) — вид мелких наездников из семейства Platygastridae. Африка: Танзания. Длина тела около 1,4 мм. Основная окраска чёрная и коричневая. Ширина головы в 2,1 раза больше длины, в 1,1 раза больше ширины груди; у самки сегмент усиков А9 равен и в ширину и в длину; бока переднеспинки продольно сетчатые на большей части поверхности; нотаули чёткие в задней 0,75 части; щитик равномерно выпуклый, отчетливо выше уровня мезоскутума, гладкий; метасома самки короче остальной части тела, тергит Т2 исчерчен до 0,6 длины тергита. Тело чёрное, кроме: сегменты усиков A1—A6, мандибулы и ноги, включая тазики, от светло-коричневого до средне-коричневого; сегменты A7-A10 и последний сегмент лапок затемнены; тегулы темно-коричневые. Усики 10-члениковые. Сходен с видами Platygaster kenyana и Platygaster malaisei. Вид был впервые описан в 2011 году датским энтомологом Петером Булем (Peter Neerup Buhl, Дания) вместе с Platygaster kwamgumiensis, Platygaster leptothorax, Platygaster mazumbaiensis, Platygaster nielseni, Platygaster sonnei, Platygaster ultima, Platygaster vertexialis. Видовое название происходит от латинизированного греческого слова Hamadryas, которое означает нимф дерева Гамадриад из греческой мифологии.